# Marc Bottollier-Lasquin
Marc Bottollier-Lasquin (Annecy, 17 agosto 1979) è un ex sciatore alpino francese.

## Biografia
Bottollier-Lasquin, originario di Combloux e attivo in gare FIS dal gennaio del 1995, esordì in Coppa Europa il 29 gennaio 1997 a Val-d'Isère in discesa libera (77º) e in Coppa del Mondo il 9 dicembre 2000 nelle medesime località e specialità (43º). Nel 2007 ottenne il miglior piazzamento in Coppa del Mondo, il 23 febbraio a Garmisch-Partenkirchen in discesa libera (7º), e prese parte ai suoi unici Campionati mondiali: nella rassegna iridata di Åre  si classificò 15º nella discesa libera. Si ritirò all'inizio della stagione 2008-2009 e la sua ultima gara fu la discesa libera di Coppa del Mondo disputata il 5 dicembre 2008 a Beaver Creek, chiusa da Bottollier-Lasquin al 53º posto.

## Palmarès

### Coppa del Mondo
- Miglior piazzamento in classifica generale: 74º nel 2002

### Coppa Europa
- Miglior piazzamento in classifica generale: 59º nel 2001

### South American Cup
- Miglior piazzamento in classifica generale: 7º nel 2002
- 5 podi:
  - 4 secondi posti
  - 1 terzo posto

### Campionati francesi
- 2 medaglie:
  - 2 argenti (discesa libera nel 2000; supergigante nel 2004)